# Tranovaho
Tranovaho è una città e comune del Madagascar situato nel distretto di Beloha, regione di Androy. 
La popolazione del comune rilevata nel 2001 era pari a 13 280 unità.